# Bahrein op de Olympische Zomerspelen 2008
Bahrein nam deel aan de Olympische Zomerspelen 2008 in Peking, China. Bahrein debuteerde op de Zomerspelen in 1984 en deed in 2008 voor de zevende keer mee. Rashid Ramzi schreef geschiedenis door voor zijn land de eerste medaille ooit te winnen; goud. In 2009 werd hem zijn medaille ontnomen, omdat hij verboden middelen had gebruikt. De geboren Marokkaan komt sinds 2002 uit voor Bahrein.

## Resultaten en deelnemers

### Atletiek
| Olympiër           | Discipline             | Resultaat | Prestatie                                                                   |
| ------------------ | ---------------------- | --------- | --------------------------------------------------------------------------- |
| Belal Mansoor Ali  | 800m (m)               | 13e       | serie 8: 5e in 1.45,95 halve finale 3: 5e in 1.46,37                        |
| Yusuf Saad Kamel   | 800m (m)               | 35e       | serie 7: 2e in 1.46,94 halve finale 2: 3e in 1.44,95 finale: 5e in 1.44,95  |
| Belal Mansoor Ali  | 1500m (m)              | 7e        | serie 3: 6e in 3.36,84 halve finale 1: 5e in 3.37,60 finale: 7e in 3.35,23  |
| Rashid Ramzi       | 1500m (m)              | DSQ*      | serie 4: 1e in 3.32,89 halve finale 2: 1e in 3.37,11 finale: 1e in 3.32,94  |
| Aadam Khamis       | 5000m (m)              | 18e       | serie 1: 9e in 13.44,76                                                     |
| Hasan Mahboob      | 5000m (m)              | DNS       | serie 3: niet gestart                                                       |
| Rashid Ramzi       | 5000m (m)              | DNS       | serie 2: niet gestart                                                       |
| Hasan Mahboob      | 10000m (m)             | 18e       | 27.55,14                                                                    |
| Hasan Mahboob      | 3000m steeplechase (m) | 11e       | serie 1: 4e in 8.23,66 finale: 11e in 8.21,59                               |
| Al Mustafa Riyadh  | marathon (m)           | DNF       | niet gefinisht                                                              |
| Nasar Sakar Saeed  | marathon (m)           | 37e       | 2:20.24                                                                     |
| Abdulhak Zakaria   | marathon (m)           | DNF       | niet gefinisht                                                              |
|                    |                        |           |                                                                             |
| Rakia Al Gassra    | 200m (v)               | 11e       | serie 4: 1e in 22,81 kwartfinale 2: 1e in 22,76 halve finale 2: 6e in 22,72 |
| Maryam Yusuf Jamal | 1500m (v)              | 5e        | serie 1: 1e in 4.05,14 finale: 5e in 4.02,71                                |

- resultaten geschrapt wegens dopinggebruik

### Schietsport
| Olympiër     | Discipline             | Resultaat | Prestatie                                             |
| ------------ | ---------------------- | --------- | ----------------------------------------------------- |
| Salman Zaman | 50m geweer liggend (m) | 37e       | kwalificatie: 37e met 588 punten (98-97-95-100-99-99) |

### Zwemmen
| Olympiër         | Discipline         | Resultaat | Prestatie            |
| ---------------- | ------------------ | --------- | -------------------- |
| Omar Jasim       | 50m vrije slag (m) | 64e       | serie 1: 2e in 24,65 |
|                  |                    |           |                      |
| Sameera Al Bitar | 50m vrije slag (v) | 74e       | serie 1: 1e in 30,32 |

Afghanistan · Albanië · Algerije · Amerikaanse Maagdeneilanden · Amerikaans-Samoa · Andorra · Angola · Antigua en Barbuda · Argentinië · Armenië · Aruba · Australië · Azerbeidzjan · Bahama's · Bahrein · Bangladesh · Barbados · België · Belize · Benin · Bermuda · Bhutan · Bolivia · Bosnië en Herzegovina · Botswana · Brazilië · Britse Maagdeneilanden · Bulgarije · Burkina Faso · Burundi · Cambodja · Canada · Centraal-Afrikaanse Republiek · Chili · China · Chinees Taipei · Colombia · Comoren · Congo-Brazzaville · Congo-Kinshasa · Cookeilanden · Costa Rica · Cuba · Cyprus · Denemarken · Djibouti · Dominica · Dominicaanse Republiek · Duitsland · Ecuador · Egypte · El Salvador · Equatoriaal-Guinea · Eritrea · Estland · Ethiopië · Fiji · Filipijnen · Finland · Frankrijk · Gabon · Gambia · Georgië · Ghana · Grenada · Griekenland · Groot-Brittannië · Guam · Guatemala · Guinee · Guinee‑Bissau · Guyana · Haïti · Honduras · Hongarije · Hongkong · Ierland · IJsland · India · Indonesië · Irak · Iran · Israël · Italië · Ivoorkust · Jamaica · Japan · Jemen · Jordanië · Kaaimaneilanden · Kaapverdië · Kameroen · Kazachstan · Kenia · Kirgizië · Kiribati · Koeweit · Kroatië · Laos · Lesotho · Letland · Libanon · Liberia · Libië · Liechtenstein · Litouwen · Luxemburg · Macedonië · Madagaskar · Malawi · Malediven · Maleisië · Mali · Malta · Marshalleilanden · Marokko · Mauritanië · Mauritius · Mexico · Micronesië · Moldavië · Monaco · Mongolië · Montenegro · Mozambique · Myanmar · Namibië · Nauru · Nederland · Nederlandse Antillen · Nepal · Nicaragua · Nieuw-Zeeland · Niger · Nigeria · Noord-Korea · Noorwegen · Oeganda · Oekraïne · Oezbekistan · Oman · Oostenrijk · Oost‑Timor · Pakistan · Palau · Palestina · Panama · Papoea-Nieuw-Guinea · Paraguay · Peru · Polen · Portugal · Puerto Rico · Qatar · Roemenië · Rusland · Rwanda · Saint Kitts en Nevis · Saint Lucia · Saint Vincent en Grenadines · Salomonseilanden · Samoa · San Marino · Sao Tomé en Principe · Saoedi-Arabië · Senegal · Servië · Seychellen · Sierra Leone · Singapore · Slovenië · Slowakije · Soedan · Somalië · Spanje · Sri Lanka · Suriname · Swaziland · Syrië · Tadzjikistan · Tanzania · Thailand · Togo · Tonga · Trinidad en Tobago · Tsjaad · Tsjechië · Tunesië · Turkije · Turkmenistan · Tuvalu · Uruguay · Vanuatu · Venezuela · Verenigde Arabische Emiraten · Verenigde Staten · Vietnam · Wit-Rusland · Zambia · Zimbabwe · Zuid-Afrika · Zuid-Korea · Zweden · Zwitserland
Uitgesloten van deelname: Brunei